# 스콧 멘빌
스콧 멘빌(Scott Menville, 1971년 2월 12일 ~ )은 미국의 배우이다.

## 출연 작품
- 틴 타이탄 고! 투 더 무비 (2018)
- 레고 저스티스리그 : 고담시티 브레이크아웃 (2016)
- 오즈의 마법사: 돌아온 도로시 (2013)
- 겨울왕국 (2013)
- 마인드필드 (2012)
- 주먹왕 랄프 (2012)
- 스쿠비 두! 캠프 스케어 (2010)
- 라푼젤 (2010)
- 슈퍼배드 (2010)
- 배트맨 - 브레이브 앤 더 볼드 (2008)
- 배트맨 - 고담 나이트 (2008)
- 볼트 (2008)
- 플라이 미 투 더 문 (2008)
- 부그와 엘리엇 (2006)
- 치킨 리틀 (2005)
- 저스티스 리그 (2001)
- 파워퍼프 걸 - TV 시리즈 (1998)
- 공룡시대 3 (1995)
- 흑전사 블랙 엔젤 (1991)
- 러그래츠 - 시리즈 (1991)
- 피터 팬 (1990)
- 캡틴 플레니트 (1990)
- 마녀 배달부 키키 (1989)
- 케빈은 12살 (1988)
- 풀 하우스 (1987)
- 어니스트 1 - 캠핑 가다 (1987)
- 천공의 성 라퓨타 (1986)